# Heinz Fahnler
Heinz Fahnler, né le 10 août 1942 et mort le 17 décembre 2008 à Madrid, est un arbitre autrichien de football.

## Carrière
Il a officié dans une compétition majeure :
- Euro 1984 (1 match)